# Liste der Biografien/Blaa
Liste der Biografien |
Portal Biografien |
Personensuche
# |
A |
B |
C |
D |
E |
F |
G |
H |
I |
J |
K |
L |
M |
N |
O |
P |
Q |
R |
S |
T |
U |
V |
W |
X |
Y |
Z |
?
 
Ba |
Be |
Bd |
Bg |
Bh |
Bi |
Bj |
Bl |
Bm |
Bn |
Bo |
Br |
Bs |
Bu |
Bw |
By |
Bz
 
Bla |
Ble |
Bli |
Blj |
Blk |
Bll |
Blo |
Bls |
Blu |
Bly
 
Blaa |
Blab |
Blac |
Blad |
Blae |
Blaf |
Blag |
Blah |
Blai |
Blaj |
Blak |
Blal |
Blam |
Blan |
Blaq |
Blar |
Blas |
Blat |
Blau |
Blav |
Blaw |
Blax |
Blay |
Blaz
Die Liste der Biografien führt alle Personen auf, die in der deutschsprachigen Wikipedia einen Artikel haben. Dieses ist eine Teilliste mit 22 Einträgen von Personen, deren Namen mit den Buchstaben „Blaa“ beginnt.

## Blaa

### Blaad
- Blaaderen, Gerrit Willem van (1873–1935), niederländischer Landschaftsmaler

### Blaak
- Blaak, Chantal (* 1989), niederländische Radrennfahrerin
- Blaak, Pirmin (* 1988), niederländischer Hockeyspieler

### Blaas
- Blaas, August (1829–1900), deutscher Bürgermeister
- Blaas, Dietmar, deutscher Diplomat
- Blaas, Erna (1895–1990), österreichische Schriftstellerin
- Blaas, Eugene de (1843–1931), italienischer Genremaler
- Blaas, Florian (1828–1906), österreichischer Jurist und Maler
- Blaas, Franz Sales (1817–1888), Prälat von Wilten
- Blaas, Josef (1851–1936), österreichischer Maler, Geologe, Mineraloge
- Blaas, Julius von (1845–1922), österreichischer Maler
- Blaas, Karl von (1815–1894), österreichischer MalerKarl von Blaas (1815–1894)

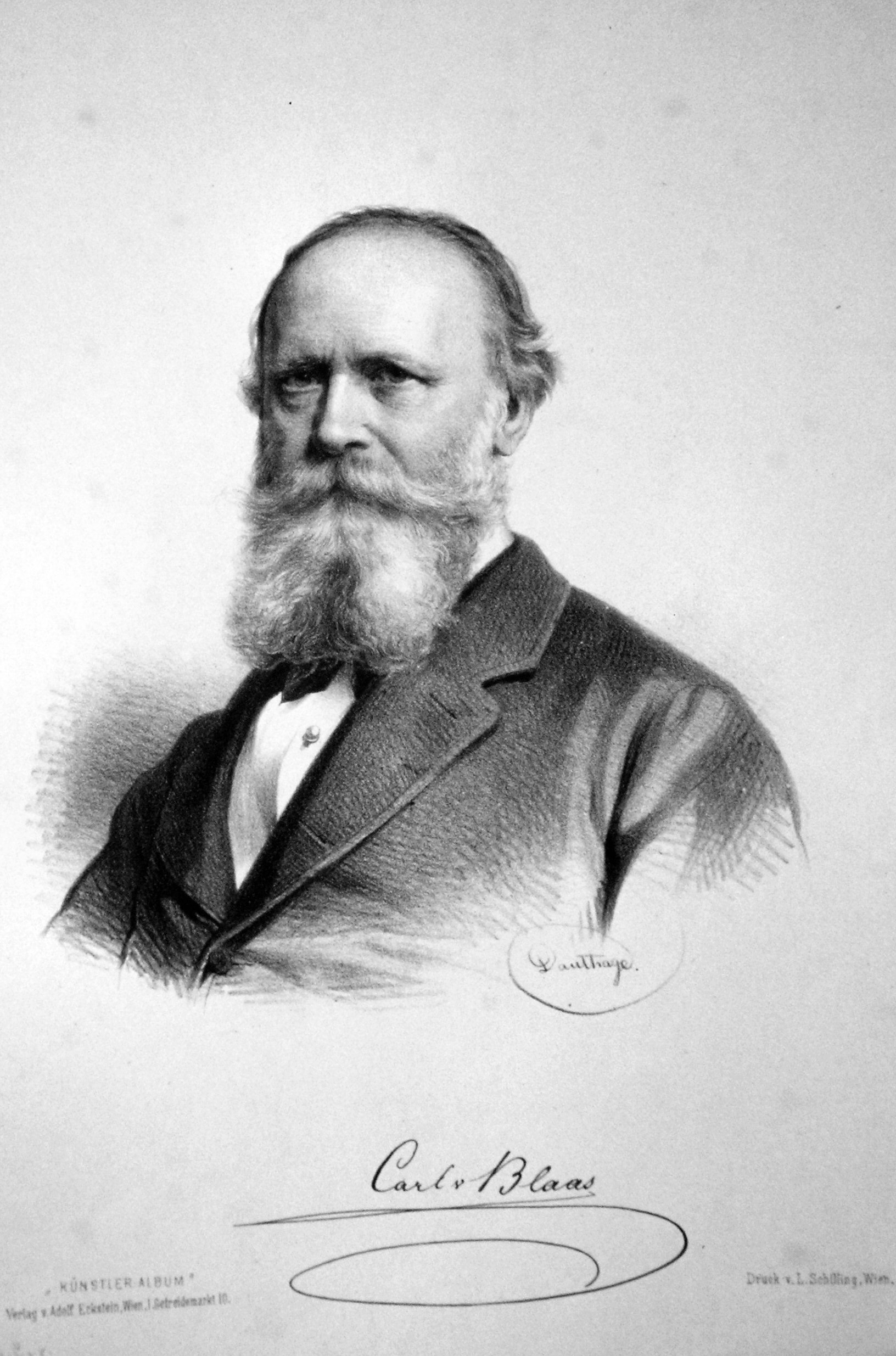
Karl von Blaas (1815–1894)

- Blaas, Richard (1913–2004), österreichischer Historiker und Archivar
- Blaas, Walter (* 1959), italienischer Politiker (Südtirol)

### Blaau
- Blaauw, Adriaan (1914–2010), niederländischer Astronom
- Blaauw, Britt de (* 2004), niederländische Sprinterin
- Blaauw, Frans Ernst (1860–1936), niederländischer Ornithologe, Hortikulturist und Tierparkdirektor
- Blaauw, Gerrit (1924–2018), niederländischer Informatiker
- Blaauw, Marco (* 1965), niederländischer klassischer Trompeter
- Blaauw, Marieke (* 1979), niederländische Filmanimateurin
- Blaauw, Niko (* 2002), niederländischer Handballspieler
- Blaauw, Sible de (* 1951), niederländischer Christlicher Archäologe